# Ligne de tramway 577 (Bellmerin)
Pour les articles homonymes, voir Ligne 577.
Ne doit pas être confondu avec les lignes de tramway : 577 Eupen - Aix-la-Chapelle, 577 Eupen - Herbesthal et 577 Eupen - Raeren.
La ligne 577 (Bellmerin), est une ancienne ligne du tramway d'Eupen de la Société nationale des chemins de fer vicinaux (SNCV) qui reliait l'hôtel de ville Eupen au Bellmerin.

## Histoire
La ligne est fermée le 13 avril 1953. Elle est remplacée par une ligne d'autobus sous l'indice 23 remplaçant également la ligne de tramway 577 Eupen - Herbesthal supprimée le même jour.

## Infrastructure

### Dépôts et stations
Autres dépôts utilisés par la ligne situés sur le reste du réseau ou des lignes connexes : Eupen.

## Exploitation

### Horaires
Tableaux horaires :
- 1931 : 577, numéro de tableau partagé entre les lignes d'Eupen sauf celle de Verviers : 577 Eupen - Aix-la-Chapelle, 577 Eupen Hôtel de Ville - Bellmerin, 577 Eupen - Herbesthal et 577 Eupen - Raeren.